# Championnat du monde de badminton par équipes mixtes 1989
Navigation
Copenhague 1991
La Sudirman Cup 1989 est la 1re édition de cette compétition, appelée également Championnat du monde de badminton par équipes mixtes. La compétition s'est déroulée du 24 au 29 mai 1989 à Jakarta en Indonésie.
Le pays hôte remporte l'épreuve, en battant en finale la Corée du Sud sur le score de 3 à 2.

## Groupe 1

### Groupe A
| Équipe 1     | Équipe 2     | Score |
| ------------ | ------------ | ----- |
| Indonésie    | Corée du Sud | 4-1   |
| Indonésie    | Angleterre   | 5-0   |
| Corée du Sud | Angleterre   | 5-0   |

### Groupe B
| Équipe 1 | Équipe 2 | Score |
| -------- | -------- | ----- |
| Chine    | Danemark | 5-0   |
| Chine    | Suède    | 5-0   |
| Danemark | Suède    | 3-2   |

### Demi-finales
| Équipe 1     | Équipe 2 | Score |
| ------------ | -------- | ----- |
| Indonésie    | Danemark | 5-0   |
| Corée du Sud | Chine    | 3-2   |

### Finale
| Équipe 1  | Équipe 2     | Score |
| --------- | ------------ | ----- |
| Indonésie | Corée du Sud | 3-2   |

## Classement final
Le premier de chaque groupe est promu dans le groupe précédent lors de l'édition suivante et le dernier est relégué dans le groupe suivant.
| Rang | Nation       |
| ---- | ------------ |
| 1    | Indonésie    |
| 2    | Corée du Sud |
| 3    | Chine        |
| 4    | Danemark     |
| 5    | Suède        |
| 6    | Angleterre   |

| Rang | Nation           |
| ---- | ---------------- |
| 7    | Japon            |
| 8    | Pays-Bas         |
| 9    | Malaisie         |
| 10   | Union soviétique |
| 11   | Taipei chinois   |
| 12   | Thaïlande        |

| Rang | Nation               |
| ---- | -------------------- |
| 13   | Canada               |
| 14   | Hong Kong            |
| 15   | Écosse               |
| 16   | Australie            |
| 17   | Allemagne de l'Ouest |

| Rang | Nation           |
| ---- | ---------------- |
| 18   | Pologne          |
| 19   | Nouvelle-Zélande |
| 20   | Finlande         |
| 21   | États-Unis       |
| 22   | Autriche         |

| Rang | Nation    |
| ---- | --------- |
| 23   | Norvège   |
| 24   | Sri Lanka |
| 25   | Népal     |

| Rang | Nation   |
| ---- | -------- |
| 26   | Bulgarie |
| 27   | France   |
| 28   | Maurice  |